# Campionati mondiali juniores di sci alpino 2017
I Campionati mondiali juniores di sci alpino 2017 si sono svolti in Svezia, a Åre, dal 6 al 14 marzo. Il programma ha incluso gare di discesa libera, supergigante, slalom gigante, slalom speciale e combinata, tutte sia maschili sia femminili, e una gara a squadre mista.
A contendersi i titoli di campioni mondiali juniores sono stati i ragazzi e le ragazze nati tra il 1997 e il 2001.

## Risultati

### Uomini

#### Discesa libera
| Pos. | Atleta          | Nazione     | Tempo   |
| ---- | --------------- | ----------- | ------- |
| 1    | Sam Morse       | Stati Uniti | 1:23,34 |
| 2    | Alexander Prast | Italia      | 1:23,72 |
| 3    | Raphael Haaser  | Austria     | 1:23,84 |
| 4    | James Crawford  | Canada      | 1:23,95 |
| 5    | Marco Gämperle  | Svizzera    | 1:24,01 |
| 6    | Filip Platter   | Svezia      | 1:24,14 |
| 7    | Zack Monsén     | Francia     | 1:24,21 |
| 8    | Olle Sundin     | Svezia      | 1:24,23 |
| 9    | Ven Florjančič  | Slovenia    | 1:24,24 |
| 10   | River Radamus   | Stati Uniti | 1:24,28 |

Data: mercoledì 8 marzo 2017

Ore: 11.30 (UTC+1)

Pista: 

Partenza: 1 033 m s.l.m.

Arrivo: 396 m s.l.m.

Dislivello: 637 m

Tracciatore: Ulf Emilsson (Svezia)

#### Supergigante
| Pos. | Atleta                     | Nazione     | Tempo   |
| ---- | -------------------------- | ----------- | ------- |
| 1    | Nils Alphand               | Francia     | 1:17,91 |
| 2    | Raphael Haaser             | Austria     | 1:17,92 |
| 3    | Semyel Bissig              | Svizzera    | 1:17,93 |
| 4    | Sam Mulligan               | Canada      | 1:17,95 |
| 5    | Sam Morse                  | Stati Uniti | 1:17,99 |
| 6    | Maximilian Lahnsteiner     | Austria     | 1:18,01 |
| 7    | Pirmin Hacker              | Austria     | 1:18,11 |
| 8    | Loïc Meillard              | Svizzera    | 1:18,18 |
| 9    | Alexander Prast            | Italia      | 1:18,29 |
| 10   | Olav Engelhardt Sanderberg | Norvegia    | 1:18,39 |

Data: giovedì 9 marzo 2017

Ore: 9.30 (UTC+1)

Pista: 

Partenza: 934 m s.l.m.

Arrivo: 396 m s.l.m.

Dislivello: 538 m

Tracciatore: Franz Heinzer (Svizzera)

#### Slalom gigante
| Pos. | Atleta                 | Nazione     | Tempo   |
| ---- | ---------------------- | ----------- | ------- |
| 1    | Loïc Meillard          | Svizzera    | 2:25,23 |
| 2    | Timon Haugan           | Norvegia    | 2:25,80 |
| 3    | Victor Guillot         | Francia     | 2:26,11 |
| 4    | James Crawford         | Canada      | 2:26,26 |
| 5    | Albert Popov           | Bulgaria    | 2:26,32 |
| 6    | Charlie Raposo         | Regno Unito | 2:26,48 |
| 7    | Adrian Pertl           | Austria     | 2:26,99 |
| 8    | Maximilian Lahnsteiner | Austria     | 2:27,09 |
| 9    | Joachim Jagge Lindstøl | Norvegia    | 2:27,19 |
| 10   | Erik Arvidsson         | Stati Uniti | 2:27,25 |

Data: lunedì 13 marzo 2017

1ª manche:

Ore: 9.30 (UTC+1)

Pista: Olympia

Partenza: 812 m s.l.m.

Arrivo: 396 m s.l.m.

Dislivello: 416 m

Tracciatore: Fredrik Steinwall (Svezia)

2ª manche:

Ore: 12.30 (UTC+1)

Pista: Olympia

Partenza: 812 m s.l.m.

Arrivo: 396 m s.l.m.

Dislivello: 416 m

Tracciatore: David Fill (Russia)

#### Slalom speciale
| Pos. | Atleta          | Nazione   | Tempo   |
| ---- | --------------- | --------- | ------- |
| 1    | Adrian Pertl    | Austria   | 1:37,64 |
| 2    | Bjørn Brudevoll | Norvegia  | 1:37,80 |
| 3    | Semën Efimov    | Russia    | 1:38,26 |
| 4    | Alex Vinatzer   | Italia    | 1:38,31 |
| 5    | Adrian Meisen   | Germania  | 1:38,56 |
| 6    | Hans Vaccari    | Italia    | 1:38,65 |
| 7    | Miikka Mankinen | Finlandia | 1:38,76 |
| 8    | Albert Popov    | Bulgaria  | 1:38,86 |
| 9    | Elias Kolega    | Croazia   | 1:38,90 |
| 10   | Simon Rueland   | Austria   | 1:39,26 |

Data: martedì 14 marzo 2017

1ª manche:

Ore: 9.00 (UTC+1)

Pista: Olympia

Partenza: 586 m s.l.m.

Arrivo: 396 m s.l.m.

Dislivello: 190 m

Tracciatore: Enrico Vincenzi (Italia)

2ª manche:

Ore: 12.00 (UTC+1)

Pista: Olympia

Partenza: 586 m s.l.m.

Arrivo: 396 m s.l.m.

Dislivello: 190 m

Tracciatore: Justin Johnson (Stati Uniti)

#### Combinata
| Pos. | Atleta                     | Nazione     | Tempo   |
| ---- | -------------------------- | ----------- | ------- |
| 1    | Loïc Meillard              | Svizzera    | 2:05,14 |
| 2    | River Radamus              | Stati Uniti | 2:06,68 |
| 3    | Georg Hegele               | Germania    | 2:06,73 |
| 4    | Semyel Bissig              | Svizzera    | 2:06,80 |
| 5    | Timon Haugan               | Norvegia    | 2:06,95 |
| 6    | Sam Morse                  | Stati Uniti | 2:07,07 |
| 7    | Albert Popov               | Bulgaria    | 2:07,08 |
| 8    | Pirmin Hacker              | Austria     | 2:07,16 |
| 9    | Sam Mulligan               | Canada      | 2:07,38 |
| 10   | Olav Engelhardt Sanderberg | Norvegia    | 2:07,46 |

Data: martedì 11 marzo 2017

1ª manche:

Ore: 9.30 (UTC+1)

Pista: 

Partenza: 934 m s.l.m.

Arrivo: 396 m s.l.m.

Dislivello: 538 m

Tracciatore: Christophe Saioni (Francia)

2ª manche:

Ore: 13.00 (UTC+1)

Pista: 

Partenza: 

Arrivo: 

Dislivello: 

Tracciatore: Luciano Acerboni (Cile)

### Donne

#### Discesa libera
| Pos. | Atleta             | Nazione     | Tempo   |
| ---- | ------------------ | ----------- | ------- |
| 1    | Alice Merryweather | Stati Uniti | 1:25,27 |
| 2    | Katja Grossmann    | Svizzera    | 1:25,29 |
| 3    | Kira Weidle        | Germania    | 1:25,70 |
| 4    | Lisa Hörnblad      | Svezia      | 1:25,82 |
| 5    | Nina Ortlieb       | Austria     | 1:25,88 |
| 6    | Nicol Delago       | Italia      | 1:25,93 |
| 7    | Meike Pfister      | Germania    | 1:25,98 |
| 8    | Nadine Fest        | Austria     | 1:26,02 |
| 9    | Lin Ivarsson       | Svezia      | 1:26,16 |
| 10   | Kristin Lysdahl    | Norvegia    | 1:26,18 |

Data: mercoledì 8 marzo 2017

Ore: 10.00 (UTC+1)

Pista: 

Partenza: 1 033 m s.l.m.

Arrivo: 396 m s.l.m.

Dislivello: 637 m

Tracciatore: Ulf Emilsson (Svezia)

#### Supergigante
| Pos. | Atleta            | Nazione     | Tempo   |
| ---- | ----------------- | ----------- | ------- |
| 1    | Nadine Fest       | Austria     | 1:15,10 |
| 2    | Franziska Gritsch | Austria     | 1:16,29 |
| 3    | Dajana Dengscherz | Austria     | 1:16,40 |
| 4    | Nina Ortlieb      | Austria     | 1:16,51 |
| 5    | Laura Pirovano    | Italia      | 1:16,85 |
| 6    | Meta Hrovat       | Slovenia    | 1:17,11 |
| 7    | Kristin Lysdahl   | Norvegia    | 1:17,18 |
| 8    | Katja Grossmann   | Svizzera    | 1:17,24 |
| 9    | Maureen Lebel     | Stati Uniti | 1:17,48 |
| 10   | Nicol Delago      | Italia      | 1:17,76 |

Data: giovedì 9 marzo 2017

Ore: 13.30 (UTC+1)

Pista: 

Partenza: 934 m s.l.m.

Arrivo: 396 m s.l.m.

Dislivello: 538 m

Tracciatore: Christoph Alster (Austria)

#### Slalom gigante
| Pos. | Atleta                  | Nazione   | Tempo   |
| ---- | ----------------------- | --------- | ------- |
| 1    | Laura Pirovano          | Italia    | 1:58,38 |
| 2    | Katharina Liensberger   | Austria   | 1:58,51 |
| 3    | Chiara Mair             | Austria   | 1:59,53 |
| 4    | Riikka Honkanen         | Finlandia | 1:59,76 |
| 5    | Nina Ortlieb            | Austria   | 1:59,86 |
| 6    | Nadine Fest             | Austria   | 1:59,91 |
| 6    | Marie-Therese Sporer    | Austria   | 1:59,91 |
| 8    | Thea Louise Stjernesund | Norvegia  | 1:59,93 |
| 9    | Leona Popović           | Croazia   | 2:00,07 |
| 10   | Lara Della Mea          | Italia    | 2:00,12 |

Data: domenica 12 marzo 2017

1ª manche:

Ore: 9.30 (UTC+1)

Pista: 

Partenza: 692 m s.l.m.

Arrivo: 396 m s.l.m.

Dislivello: 296 m

Tracciatore: Peter Rybárik (Canada)

2ª manche:

Ore: 12.30 (UTC+1)

Pista: 

Partenza: 692 m s.l.m.

Arrivo: 396 m s.l.m.

Dislivello: 296 m

Tracciatore: Erik Skaslien (Norvegia)

#### Slalom speciale
| Pos. | Atleta            | Nazione   | Tempo   |
| ---- | ----------------- | --------- | ------- |
| 1    | Camille Rast      | Svizzera  | 1:42,81 |
| 2    | Ali Nullmeyer     | Canada    | 1:42,90 |
| 3    | Chiara Mair       | Austria   | 1:43,22 |
| 4    | Meta Hrovat       | Slovenia  | 1:43,71 |
| 5    | Riikka Honkanen   | Finlandia | 1:43,83 |
| 6    | Nicole Good       | Svizzera  | 1:44,03 |
| 7    | Kristin Lysdahl   | Francia   | 1:44,30 |
| 8    | Leona Popović     | Croazia   | 1:44,25 |
| 9    | Nadine Fest       | Austria   | 1:44,29 |
| 10   | Jessica Hilzinger | Germania  | 1:44,32 |

Data: lunedì 13 marzo 2017

1ª manche:

Ore: 16.30 (UTC+1)

Pista: 

Partenza: 586 m s.l.m.

Arrivo: 396 m s.l.m.

Dislivello: 190 m

Tracciatore: Pascal Hasler (Germania)

2ª manche:

Ore: 19.00 (UTC+1)

Pista: 

Partenza: 586 m s.l.m.

Arrivo: 396 m s.l.m.

Dislivello: 190 m

Tracciatore: Christian Brüesch (Svizzera)

#### Combinata
| Pos. | Atleta                  | Nazione  | Tempo   |
| ---- | ----------------------- | -------- | ------- |
| 1    | Nadine Fest             | Austria  | 2:09,05 |
| 2    | Meta Hrovat             | Slovenia | 2:09,51 |
| 3    | Franziska Gritsch       | Austria  | 2:09,52 |
| 4    | Camille Rast            | Svizzera | 2:09,60 |
| 5    | Leona Popović           | Croazia  | 2:10,55 |
| 6    | Nicole Good             | Svizzera | 2:11,44 |
| 7    | Laura Pirovano          | Italia   | 2:11,45 |
| 8    | Lisa Hörnblad           | Svezia   | 2:11,68 |
| 9    | Leana Barmettler        | Svizzera | 2:11,81 |
| 10   | Thea Louise Stjernesund | Norvegia | 2:11,85 |

Data: venerdì 10 marzo 2017

1ª manche:

Ore: 9.30 (UTC+1)

Pista: 

Partenza: 934 m s.l.m.

Arrivo: 396 m s.l.m.

Dislivello: 538 m

Tracciatore: Kris Shamperny (Stati Uniti)

2ª manche:

Ore: 13.00 (UTC+1)

Pista: 

Partenza: 

Arrivo: 

Dislivello: 

Tracciatore: Tomaž Bizjak (Slovenia)

### Misto

#### Gara a squadre
| Pos. | Nazione | Atleti                                                                 |
| ---- | ------- | ---------------------------------------------------------------------- |
| 1    | Canada  | James Crawford Stefanie Fleckenstein Ali Nullmeyer Jeffrey Read        |
| 2    | Austria | Fabio Gstrein Katharina Liensberger Simon Rueland Marie-Therese Sporer |
| 3    | Belgio  | Sam Maes Mathilde Nelles Kim Vanreusel Tom Verbeke                     |

Data: domenica 12 marzo 2017

Ore: 

Pista: 

Partenza: 

Arrivo: 

Dislivello: 

Tracciatore: 

## Medagliere per nazioni
| Pos.   | Nazione     | Oro | Argento | Bronzo | Totale |
| ------ | ----------- | --- | ------- | ------ | ------ |
| 1      | Austria     | 3   | 4       | 5      | 12     |
| 2      | Svizzera    | 3   | 1       | 1      | 5      |
| 3      | Stati Uniti | 2   | 1       | 0      | 3      |
| 4      | Canada      | 1   | 1       | 0      | 2      |
| 4      | Italia      | 1   | 1       | 0      | 2      |
| 6      | Francia     | 1   | 0       | 1      | 2      |
| 7      | Norvegia    | 0   | 2       | 0      | 2      |
| 8      | Slovenia    | 0   | 1       | 0      | 1      |
| 9      | Germania    | 0   | 0       | 2      | 2      |
| 10     | Belgio      | 0   | 0       | 1      | 1      |
| 10     | Russia      | 0   | 0       | 1      | 1      |
| Totale | Totale      | 11  | 11      | 11     | 33     |